# Lise (Široki Brijeg)
Pour les articles homonymes, voir Lise.
Lise (en cyrillique : Лисе) est une localité de Bosnie-Herzégovine. Elle est située sur le territoire de la Ville de Široki Brijeg, dans le canton de l'Herzégovine de l'Ouest et dans la fédération de Bosnie-et-Herzégovine. Selon les premiers résultats du recensement bosnien de 2013, elle compte 2 040 habitants.

## Géographie
La localité est située dans les faubourgs est de Široki Brijeg.

## Démographie

### Évolution historique de la population dans la localité
| 1948 | 1953 | 1961 | 1971 | 1981 | 1991  | 2013  |
| ---- | ---- | ---- | ---- | ---- | ----- | ----- |
| -    | -    | 482  | 670  | 985  | 1 406 | 2 040 |

|  |